# Tomorrow is another day (album)
Tomorrow is another day is een studioalbum van Ulrich Schnauss en Mark Peters. Opnamen vonden plaats in hun beider huizen. Zij zijn beiden beoefenaars van de elektronische muziek uit de Berlijnse School met veel digitale elektronica. Een geluidsstudio is daarbij voor opnamen niet meer noodzakelijk.

## Musici
- Ulrich Schnauss – synthesizers, piano, stem
- Mark Peters – gitaar, basgitaar, stem

## Muziek
| Nr. | Titel                                | Duur |
| --- | ------------------------------------ | ---- |
| 1.  | slow southern skies                  | 4:17 |
| 2.  | tomorrow is another day              | 3:37 |
| 3.  | das volk hat keine seele             | 5:04 |
| 4.  | inconvenient truths                  | 5:27 |
| 5.  | one finger and someone else’s chords | 4:12 |
| 6.  | additional ghosts                    | 4:45 |
| 7.  | walking with my eyes closed          | 5:39 |
| 8.  | rosmarine                            | 4:10 |
| 9.  | bound my lies                        | 6:05 |
| 10. | there’s always tomorrow              | 5:35 |